# Telling the World
Telling the World è un brano musicale del cantautore britannico Taio Cruz, pubblicato come singolo ed utilizzato nella colonna sonora del film Rio come tema principale. Il singolo è stato reso disponibile il 20 marzo 2011, mentre il video musicale è stato pubblicato su YouTube il 18 marzo 2011.

## Tracce
Download digitale
1. Telling the World – 3:33
2. Telling the World (Radio Edit) - 4:09

## Classifiche
| Classifica (2011) | Posizione massima |
| ----------------- | ----------------- |
| Austria           | 21                |
| Germania          | 46                |
| Paesi Bassi       | 96                |
| Regno Unito       | 138               |